# Marele Premiu al Italiei din 2024
Marele Premiu al Italiei din 2024 (cunoscut oficial ca Formula 1 Pirelli Gran Premio d'Italia 2024) a fost o cursă auto de Formula 1 ce s-a desfășurat pe 1 septembrie 2024 pe Circuitul Monza din Monza, Italia. Cursa a fost cea de-a șaisprezecea etapă a Campionatului Mondial de Formula 1 FIA din 2024.
Cursa a consemnat debutul în Formula 1 al lui Franco Colapinto, care va pilota pentru Williams în locul lui Logan Sargeant până la finalul sezonului. Lando Norris și Oscar Piastri au ocupat primele două locuri în calificări pentru McLaren. Cursa de 53 de tururi a fost câștigată de Charles Leclerc la volanul mașinii Ferrari, marcând prima victorie a echipei la Monza după cea obținută în 2019. Piastri și Norris au completat podiumul.

## Context
Furnizorul de anvelope Pirelli a adus compușii de anvelope C3, C4 și C5 (denumiți duri, medii și, respectiv, moi) pentru ca echipele să le folosească la eveniment.
Înainte de eveniment, circuitul Monza a suferit modificări semnificative. În plus față de îmbunătățirile aduse facilităților, întreaga pistă a fost reasfaltată. Zona DRS care duce la virajul 1 a fost extinsă cu 103 metri.

## Calificări
Calificările au avut loc pe 31 august 2024, începând cu ora locală 16:00 CEST (UTC+2), ora 17:00 EEST.
| Poz.                  | Nr. | Pilot            | Constructor                  | Timpi calificări | Timpi calificări | Timpi calificări | Grila finală |
| Poz.                  | Nr. | Pilot            | Constructor                  | Q1               | Q2               | Q3               | Grila finală |
| --------------------- | --- | ---------------- | ---------------------------- | ---------------- | ---------------- | ---------------- | ------------ |
| 1                     | 4   | Lando Norris     | McLaren-Mercedes             | 1:19,911         | 1:19,727         | 1:19,327         | 1            |
| 2                     | 81  | Oscar Piastri    | McLaren-Mercedes             | 1:20,076         | 1:19,808         | 1:19,436         | 2            |
| 3                     | 63  | George Russell   | Mercedes                     | 1:20,169         | 1:19,877         | 1:19,440         | 3            |
| 4                     | 16  | Charles Leclerc  | Ferrari                      | 1:20,074         | 1:20,007         | 1:19,461         | 4            |
| 5                     | 55  | Carlos Sainz Jr. | Ferrari                      | 1:20,149         | 1:19,799         | 1:19,467         | 5            |
| 6                     | 44  | Lewis Hamilton   | Mercedes                     | 1:20,477         | 1:19,641         | 1:19,513         | 6            |
| 7                     | 1   | Max Verstappen   | Red Bull Racing-Honda RBPT   | 1:20,226         | 1:19,662         | 1:20,022         | 7            |
| 8                     | 11  | Sergio Pérez     | Red Bull Racing-Honda RBPT   | 1:20,598         | 1:20,216         | 1:20,062         | 8            |
| 9                     | 23  | Alexander Albon  | Williams-Mercedes            | 1:20,542         | 1:20,314         | 1:20,299         | 9            |
| 10                    | 27  | Nico Hülkenberg  | Haas-Ferrari                 | 1:20,781         | 1:20,411         | 1:20,339         | 10           |
| 11                    | 14  | Fernando Alonso  | Aston Martin Aramco-Mercedes | 1:20,617         | 1:20,421         | N/A              | 11           |
| 12                    | 3   | Daniel Ricciardo | RB-Honda RBPT                | 1:20,901         | 1:20,479         | N/A              | 12           |
| 13                    | 20  | Kevin Magnussen  | Haas-Ferrari                 | 1:20,856         | 1:20,698         | N/A              | 13           |
| 14                    | 10  | Pierre Gasly     | Alpine-Renault               | 1:20,748         | 1:20,738         | N/A              | 14           |
| 15                    | 31  | Esteban Ocon     | Alpine-Renault               | 1:20,764         | 1:20,766         | N/A              | 15           |
| 16                    | 22  | Yuki Tsunoda     | RB-Honda RBPT                | 1:20,945         | N/A              | N/A              | 16           |
| 17                    | 18  | Lance Stroll     | Aston Martin Aramco-Mercedes | 1:21,013         | N/A              | N/A              | 17           |
| 18                    | 43  | Franco Colapinto | Williams-Mercedes            | 1:21,061         | N/A              | N/A              | 18           |
| 19                    | 77  | Valtteri Bottas  | Kick Sauber-Ferrari          | 1:21,101         | N/A              | N/A              | 19           |
| 20                    | 24  | Zhou Guanyu      | Kick Sauber-Ferrari          | 1:21,445         | N/A              | N/A              | 20           |
| Regula 107%: 1:25,504 |     |                  |                              |                  |                  |                  |              |
| Sursa:                |     |                  |                              |                  |                  |                  |              |

## Cursa
Cursa a avut loc pe 1 septembrie 2024, începând cu ora locală 15:00 CEST (UTC+2), ora 16:00 EEST, și a durat 53 de tururi.
| Poz.                                                                     | Nr. | Pilot            | Constructor                  | Tururi | Timp/Abandon   | Grilă | Puncte |
| ------------------------------------------------------------------------ | --- | ---------------- | ---------------------------- | ------ | -------------- | ----- | ------ |
| 1                                                                        | 16  | Charles Leclerc  | Ferrari                      | 53     | 1:14:40,727    | 4     | 25     |
| 2                                                                        | 81  | Oscar Piastri    | McLaren-Mercedes             | 53     | +2,664         | 2     | 18     |
| 3                                                                        | 4   | Lando Norris     | McLaren-Mercedes             | 53     | +6,153         | 1     | 16     |
| 4                                                                        | 55  | Carlos Sainz Jr. | Ferrari                      | 53     | +15,621        | 5     | 12     |
| 5                                                                        | 44  | Lewis Hamilton   | Mercedes                     | 53     | +22,820        | 6     | 10     |
| 6                                                                        | 1   | Max Verstappen   | Red Bull Racing-Honda RBPT   | 53     | +37,932        | 7     | 8      |
| 7                                                                        | 63  | George Russell   | Mercedes                     | 53     | +39,715        | 3     | 6      |
| 8                                                                        | 11  | Sergio Pérez     | Red Bull Racing-Honda RBPT   | 53     | +54,148        | 8     | 4      |
| 9                                                                        | 23  | Alexander Albon  | Williams-Mercedes            | 53     | +1:07,456      | 9     | 2      |
| 10                                                                       | 20  | Kevin Magnussen  | Haas-Ferrari                 | 53     | +1:08,302      | 13    | 1      |
| 11                                                                       | 14  | Fernando Alonso  | Aston Martin Aramco-Mercedes | 53     | +1:08,495      | 11    |        |
| 12                                                                       | 43  | Franco Colapinto | Williams-Mercedes            | 53     | +1:21,308      | 18    |        |
| 13                                                                       | 3   | Daniel Ricciardo | RB-Honda RBPT                | 53     | +1:33,452      | 12    |        |
| 14                                                                       | 31  | Esteban Ocon     | Alpine-Renault               | 52     | +1 tur         | 15    |        |
| 15                                                                       | 10  | Pierre Gasly     | Alpine-Renault               | 52     | +1 tur         | 14    |        |
| 16                                                                       | 77  | Valtteri Bottas  | Kick Sauber-Ferrari          | 52     | +1 tur         | 19    |        |
| 17                                                                       | 27  | Nico Hülkenberg  | Haas-Ferrari                 | 52     | +1 tur         | 10    |        |
| 18                                                                       | 24  | Zhou Guanyu      | Kick Sauber-Ferrari          | 52     | +1 tur         | 20    |        |
| 19                                                                       | 18  | Lance Stroll     | Aston Martin Aramco-Mercedes | 52     | +1 tur         | 17    |        |
| Ab                                                                       | 22  | Yuki Tsunoda     | RB-Honda RBPT                | 7      | Supraîncălzire | 16    |        |
| Cel mai rapid tur: Lando Norris (McLaren-Mercedes) – 1:21,432 (turul 53) |     |                  |                              |        |                |       |        |
| Sursa:                                                                   |     |                  |                              |        |                |       |        |

Note
- ^1 – Include un punct pentru cel mai rapid tur.[12]
- ^2 – Kevin Magnussen a terminat pe locul nouă, dar a primit o penalizare de timp de zece secunde pentru că a provocat o coliziune cu Pierre Gasly.[11][14]
- ^3 – Daniel Ricciardo a terminat pe locul 12, dar a primit o penalizare totală de 15 secunde; cinci secunde pentru că l-a forțat pe Nico Hülkenberg în afara pisteu și zece secunde pentru că nu a executat corect penalizarea.[11][15]

## Clasamentele campionatelor după cursă
|        | Poz. | Pilot            | Pct. |
| ------ | ---- | ---------------- | ---- |
|        | 1    | Max Verstappen   | 303  |
|        | 2    | Lando Norris     | 241  |
|        | 3    | Charles Leclerc  | 217  |
|        | 4    | Oscar Piastri    | 197  |
|        | 5    | Carlos Sainz Jr. | 184  |
| Sursa: |      |                  |      |

|        | Poz. | Constructor                  | Pct. |
| ------ | ---- | ---------------------------- | ---- |
|        | 1    | Red Bull Racing-Honda RBPT   | 446  |
|        | 2    | McLaren-Mercedes             | 438  |
|        | 3    | Ferrari                      | 407  |
|        | 4    | Mercedes                     | 292  |
|        | 5    | Aston Martin Aramco-Mercedes | 74   |
| Sursa: |      |                              |      |

- Notă: Doar primele cinci locuri sunt prezentate în ambele clasamente.